# Hermann Gunßer

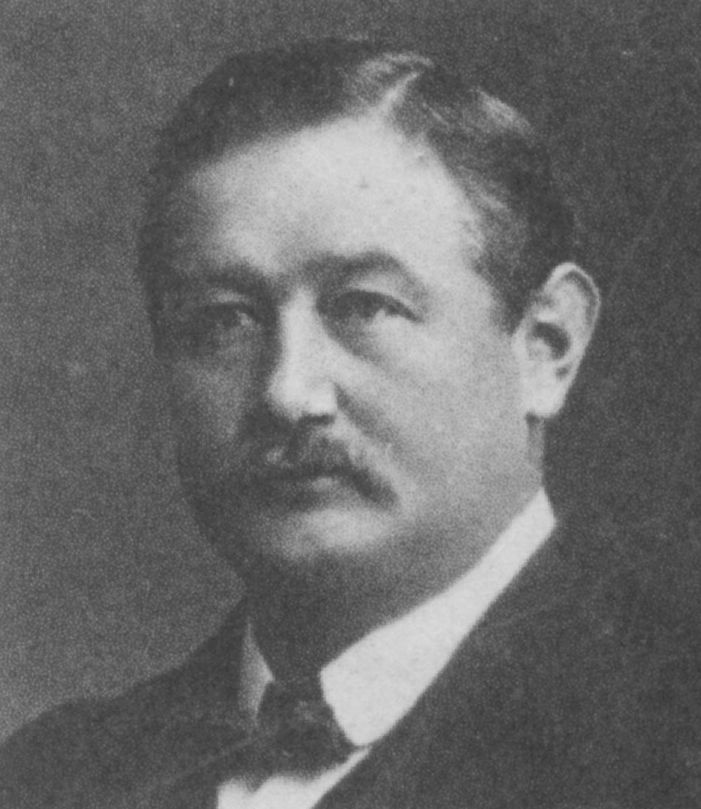
Hermann Gunßer als Reichstagsabgeordneter 1912

Hermann Gunßer (* 26. September 1871 in Crailsheim; † 28. Oktober 1934 in Schorndorf) war ein deutscher Gastwirt und Mitglied des Deutschen Reichstags.

## Leben
Gunßer besuchte die Volks- und Lateinschule in Crailsheim. Er lernte als Kellner, war unter anderem in diesem Beruf in Stuttgart, Paris, London, Bremen tätig und machte sich 1899 in Schorndorf selbständig. Von 1893 bis 1895 diente er im Grenadier-Regiment König Karl Nr. 123 in Ulm. Ab 1907 war er Gemeinderat und Mitglied der Amtsversammlung des Bezirks Schorndorf.
Von 1912 bis 1918 war er Mitglied des Deutschen Reichstags für den Wahlkreis Königreich Württemberg 10 Gmünd, Göppingen, Welzheim, Schorndorf und die Fortschrittliche Volkspartei.